# Доринг, Джейсон
Дже́йсон Уи́льям До́ринг (англ. Jason William Dohring, 30 марта 1982) — американский актёр, получивший широкую известность благодаря ролям в сериалах «Вероника Марс» и «Лунный свет».

## Биография
Джейсон Доринг родился 30 марта 1982 года в Огайо, США. Полное имя — Джейсон Уилльям Доринг. Его родителей зовут Дуг (владелец исследовательской компании по маркетингу Dohring Company) и Лори. Джейсон — старший сын в семье, у него двое младших братьев-близнецов — Роберт и Джонатан, и две сестры-близнеца — Кирстен и Келси.

## Карьера
Снимался в эпизодах сериалов «Женская бригада», «Детектив Раш», «Бостонская общественность», «Город пришельцев», «Спасатели Малибу». В 2002 году снялся в телевизионной рекламе для Domino’s Pizza, Pepsi, Honda. В сериале «Вероника Марс» Джейсон Доринг играет Логана Эклза. Джейсон первоначально пробовался на роль Дункана в сериал «Вероника Марс» (2004), а Тедди Данн на роль Логана. В итоге Доринг сыграл Логана, а Данн — Дункана.
В сериале «Лунный свет» играет Джозефа Костана — четырёхсотлетнего вампира, лучшего друга и наставника главного героя Мика (Алекс О'Локлин). По фильму Джозеф не пренебрегает роскошью и даже имеет собственный «гарем» прекрасных женщин, которые более чем рады удовлетворить его жажду крови. Джозеф не имеет строгих моральных ограничений. В октябре 2008 года было объявлено, что Джейсон вернётся в телевидение в роли Спенсера в новой комедии HBO «Washingtonienne».
10 февраля 2010 года в одном из интервью он заявил, что он будет озвучивать главного персонажа в видеоигре Kingdom Hearts Birth by Sleep, которая разработана совместно Square Enix и Disney Interactive. В мае 2010-го Джейсон начал работу над художественным фильмом Эндрю Диснея «В поисках Сонни», где сам фильм был впервые в мире снят фотокамерой Canon 5d Mark II. В 2011 году Джейсон появился в телесериале «Двойник», где сыграл вместе с Сарой Мишель Геллар. В 2012 году он появился в качестве приглашённой звезды в телесериале «Сверхъестественное», в роли бога времени Хроноса. В 2013 году снялся в эпизодической роли в сериале «Люди будущего». В 2017 году Джейсон начал сниматься в телесериале «Я зомби», в роли Чейза Грейвза.

## Личная жизнь
- Жена — Лорен Катнер (с 2004 года)[5]
  - Сын — Оуэн Райли Доринг (род. 2010)
  - Дочь — Лилли Доринг (род. 2012)[6]

## Фильмография
| Год       |     | Русское название                       | Оригинальное название                  | Роль                             |
| --------- | --- | -------------------------------------- | -------------------------------------- | -------------------------------- |
| 1994      | тф  |                                        | Someone She Knows                      | Билли                            |
| 1994      | в   | Доистерия 2                            | Prehysteria trilogy 2                  | Roughneck #2                     |
| 1995      | с   | Спасатели Малибу                       | Baywatch                               | Айзек Клейн                      |
| 1995      | тф  | Джорни                                 | Journey                                | Купер Макдугалл                  |
| 1996      | с   | Застава фехтовальщиков                 | Picket Fences                          |                                  |
| 1996      | с   |                                        | Mr. Rhodes                             | Джаред                           |
| 1998      | ф   | Столкновение с бездной                 | Deep Impact                            | Джейсон                          |
| 1999      | с   | 100 подвигов Эдди Макдауда             | 100 Deeds for Eddie McDowd             | Эдди Макдауд                     |
| 2000      | с   | Опять и снова                          | Once and Again                         | Coop                             |
| 2000      | тф  | К старту готов                         | Ready to Run                           | Б. Муди                          |
| 2001      | ф   |                                        | Train Quest                            | Джозеф                           |
| 2001      | с   | Город пришельцев                       | Roswell                                | Джерри                           |
| 2001      | с   | Паркеры                                | The Parkers                            |                                  |
| 2002—2003 | с   | Бостонская общественность              | Boston Public                          | Иэн Бриджмен                     |
| 2003      | ф   | Чёрный кадиллак                        | Black Cadillac                         | Робби                            |
| 2004      | с   | Справедливая Эми                       | Judging Amy                            | Саймон Хэдлок                    |
| 2004      | с   | Детектив Раш                           | Cold Case                              | Доминик ЛаСаль                   |
| 2004      | тф  | Свадебная лихорадка                    | Wedding Daze                           | Font, в титрах не указан         |
| 2004      | с   | Женская бригада                        | The Division                           | Уэс                              |
| 2004—2007 | с   | Вероника Марс                          | Veronica Mars                          | Логан Экхоллз                    |
| 2007      | ф   | Глубоко внутри                         | The Deep Below                         | Уилл Тейлор                      |
| 2007—2008 | с   | Лунный свет                            | Moonlight                              | Джозеф Костан                    |
| 2008      | кор | Пронзенный                             | Struck                                 |                                  |
| 2009      | тф  | Государство                            | Body Politic                           | Чарли                            |
| 2009      | с   | Мастера вечеринок                      | Party Down                             | Грег                             |
| 2009      | с   |                                        | Washingtonienne                        | Спенсер                          |
| 2010      | с   | C.S.I.: Место преступления             | CSI: Crime Scene Investigation         | Дэнни                            |
| 2010      | с   | Обмани меня                            | Lie to Me                              | Мартин Уокер                     |
| 2010      | ки  | Kingdom Hearts Birth by Sleep          | Kingdom Hearts Birth by Sleep          | Терра                            |
| 2011      | ф   | В поисках Сонни                        | Searching for Sonny                    | Эллиот Найт                      |
| 2011      | с   | Двойник                                | Ringer                                 | мистер Карпентер                 |
| 2012      | с   | Сверхъестественное                     | Supernatural                           | бог времени Хронос               |
| 2012      | ки  | Kingdom Hearts 3D: Dream Drop Distance | Kingdom Hearts 3D: Dream Drop Distance | Терра                            |
| 2013      | с   | Люди будущего                          | The Tomorrow People                    | Киллиан Маккрейн                 |
| 2014      | ф   | Вероника Марс                          | Veronica Mars                          | Логан Экхолз                     |
| 2015—2017 | с   | Древние                                | Originals                              | Уилл Кинни                       |
| 2017—2018 | с   | Я — зомби                              | iZombie                                | Чейз Грейвс                      |
| 2021      | с   | Спецназ                                | SEAL Team                              | лейтенант-коммандер Алекс Уитшоу |